# Javier Arce Alvarado
Javier Fernando Arce Alvarado (  Arequipa - Mariano Melgar, 31 de julio de 1970) es un destacado empresario y político peruano, con una sólida trayectoria al servicio del país. Actualmente se desempeña como parlamentario andino, desde julio del 2021, donde impulsa iniciativas clave para la integración y el desarrollo regional. Además, dejó huella significativa como ministro de Desarrollo Agrario y Riego durante el gobierno de Pedro Castillo, liderando políticas cruciales para el fortalecimiento del agro nacional y la mejora de la calidad de vida en el campo peruano.

## Biografía
Nació el 31 de julio de 1970, en el histórico distrito de Mariano Melgar, tierra de lucha y tradición arequipeña. Hijo de Moisés Arce García y Doris Alvarado Solís, creció en un hogar de valores firmes, donde aprendió desde temprana edad la importancia del esfuerzo, la educación y el compromiso con el bienestar común.
Desde sus primeros años de formación, demostró una vocación incansable por superarse. Cursó su educación primaria en el Centro Educativo Mariano Melgar, en el distrito de Arequipa y completó su secundaria en el distrito de Sayán, experiencia que le permitió conocer de cerca las realidades de distintas regiones del país.

Comprometido con el progreso del Perú, decidió formarse profesionalmente en Administración de empresas en el Instituto Tecnológico Santiago de Surco. Su pasión por el servicio público lo llevó a especializarse en Gestión Pública y Gestión Portuaria, consolidando su perfil técnico con diversos diplomados que fortalecieron su visión estratégica y capacidad de liderazgo.
Hoy, Javier Fernando Arce no solo representa a miles de peruanos como parlamentario andino, sino que encarna la voluntad de construir un país más justo, eficiente y con oportunidades reales para todos.

## Carrera política

### Coalición Transformadora Tierra Verde
Fernando Arce Alvarado es un político comprometido con una visión profundamente humanista de la política, entendida como una herramienta al servicio de las grandes mayorías y del bien común. Con esta convicción, en el año 2022 fundó el partido nacional "Coalición Transformadora Tierra Verde", concebido como un espacio de convergencia plural, con un propósito firme: transformar el destino del país a través de un modelo de desarrollo sostenible, justo e inclusivo.

### Teniente Alcalde
Su vocación de servicio no es reciente ni improvisada; se remonta a su juventud, cuando en las elecciones generales de 1996 fue elegido como teniente alcalde del distrito de Santa Rosa, representando al partido Santa Rosa al 2000. Con apenas veintiséis años, se convirtió en el teniente alcalde más joven en la historia del distrito, destacando por su capacidad de diálogo, cercanía con la población y compromiso con los sectores más vulnerables.

### Parlamentario Andino
El 11 de abril de 2021, Fernando Arce dio un paso trascendental en su carrera política al postular al Parlamento Andino, liderando la lista del partido Perú Libre. Su propuesta de integración regional y desarrollo con identidad obtuvo el respaldo de más de 320 mil ciudadanos, que lo eligieron representante del Perú en este importante organismo supranacional. Cabe destacar que fue el parlamentario andino más votado del país.
Sus pares parlamentarios, reconociendo su liderazgo y solvencia técnica, lo eligieron por unanimidad como Vicepresidente del Parlamento Andino. Desde esa posición, ha presidido la Comisión Segunda de Educación, Cultura, Ciencia, Tecnologías de la Información y de la Comunicación, promoviendo iniciativas clave en favor del acceso equitativo al conocimiento y la preservación de nuestras identidades culturales.
Actualmente, preside con compromiso y sensibilidad social la Comisión Especial de Naciones, Pueblos y Nacionalidades Indígenas Originarias y Comunidades Afrodescendientes, así como la Comisión Especial de Lucha contra el Hambre, espacios desde los cuales impulsa políticas orientadas a cerrar brechas históricas y garantizar una vida digna para todos los pueblos del continente. Además, es miembro titular de Comisión Segunda de Educación, Cultura, Ciencia, Tecnologías de la Información y de la Comunicación y de la delegación parlamentaria ante la Asamblea Euro Latinoamericana (EuroLat), representando al Perú en el diálogo birregional con Europa.

### Ministro de Estado
El 22 de mayo del 2022, Fernando Arce fue convocado por el presidente Pedro Castillo a integrar el Consejo de Ministros como ministro de Desarrollo Agrario y Riego en el gabinete liderado por Aníbal Torres. A pesar de un contexto marcado por la inestabilidad política, asumió el cargo con firmeza, demostrando liderazgo, capacidad técnica y decisión política para impulsar y destrabar proyectos estratégicos en beneficio del agro nacional, con una mirada descentralista y sostenible.
Sin embargo, el 5 de junio del mismo año, presentó su renuncia irrevocable al cargo por problemas coyunturales de esos momentos.

### Embajador para la Paz
En 2025, Fernando Arce Alvarado fue designado Embajador para la Paz, por Universal Peace Federation (UPF), organización con estatus consultivo ante el ECOSOC de las Naciones Unidas. Asumió el reconocimiento con compromiso, reafirmando su labor a favor de la paz, el respeto mutuo y la formación de una nueva conciencia en las futuras generaciones frente a los desafíos globales.

Fernando Arce Alvarado representa hoy una nueva generación de líderes comprometidos con el cambio estructural, la justicia social y el desarrollo humano integral. Su trayectoria es testimonio de que otra política no solo es posible, sino urgente.